# Hélène de Pourtalès
Hélène de Pourtalès (Nova Iorque, 28 de abril de 1868 — Genebra, 2 de novembro de 1945) foi uma velejadora suíça, campeã olímpica. Ela participou dos Jogos Olímpicos de Verão de 1900 e conseguiu a medalha de ouro na primeira corrida da classe 1 – 2 Ton e a medalha de prata na segunda corrida desta mesma classe a bordo do Lérina ao lado de seu esposo Hermann de Pourtalès e seu sobrinho Bernard de Pourtalès.
Ela é a primeira mulher a conquistar uma medalha de ouro nos Jogos Olímpicos.

## Biografia
Helen Barbey nasceu em 28 de abril de 1868, na cidade de Nova Iorque, filha de Henry Isaac Barbey e Mary Lorillard Barbey. Seus avós maternos eram Pierre Lorillard III e Catherine Anne Lorillard. Sua irmã Eva foi casada com André Poupart, barão de Neuflize em 1903, o irmão mais velho de Roberte Ponsonby, condessa de Bessborough. Seu pai, financista e diretor da Buffalo, Rochester and Pittsburgh Railway, era sobrinho de Adrian Georg Iselin e primo de Charles Oliver Iselin. Barbey cresceu na 17 West 38th Street.
Em 25 de abril de 1891, de Pourtalès casou-se com Hermann Alexander, o conde von Pourtalès (1847–1904), após a morte de sua primeira esposa, Marguerite Marcet.